# Zaptenga-I
Ne doit pas être confondu avec Zaptinga II.
Zaptenga-I (également orthographié Zaptinga-I) est une commune rurale située dans le département de Manga de la province du Zoundwéogo dans la région Centre-Sud au Burkina Faso.

## Santé et éducation
Zaptenga-I accueille un centre de santé et de promotion sociale (CSPS) tandis que le centre médical avec antenne chirurgicale (CMA) se trouve à Manga.